# Mimer
Mimer er i den nordiske mytologi en jætte. Mimer var den klogeste af alle og blev gidsel  hos vanerne efter krigen med aserne. Han blev halshugget af vanerne, og hans hoved blev sendt tilbage til dem. Det står balsameret ved en af kilderne under Yggdrasil, Mimers brønd, og fik Odins ene øje i pant for sin visdom.
Mimer er søn af Bøltorn og bror til Bestla og er således også Odins morbror.
| Nordisk mytologi | Spire Denne artikel om nordisk religion og mytologi er en spire som bør udbygges. Du er velkommen til at hjælpe Wikipedia ved at udvide den. |